# Edmundo P. Zaldívar
Edmundo Porteño Zaldívar (Palermo, Buenos Aires, 9 de octubre de 1917-Buenos Aires 7 de febrero de 1978) fue un guitarrista y compositor argentino conocido por ser el autor del carnavalito El humahuaqueño, entre otras obras.

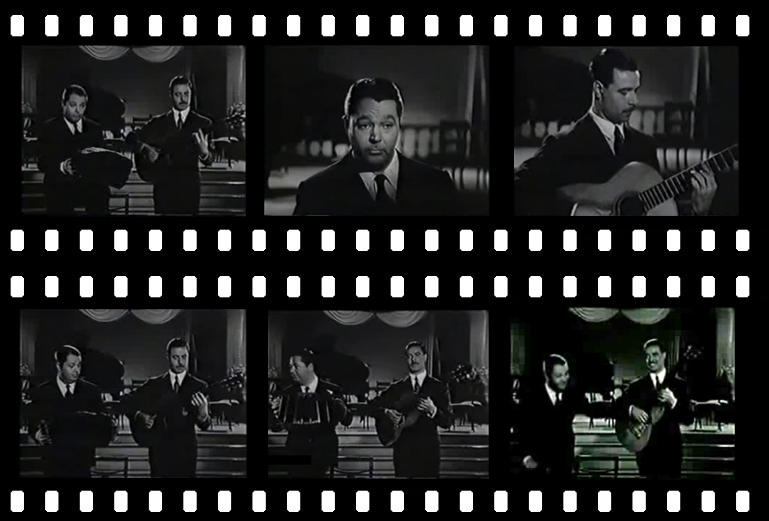
Edmundo Zaldívar junto con Aníbal Troilo interpretanto "Palomita blanca" en la película Vida nocturna (1955).

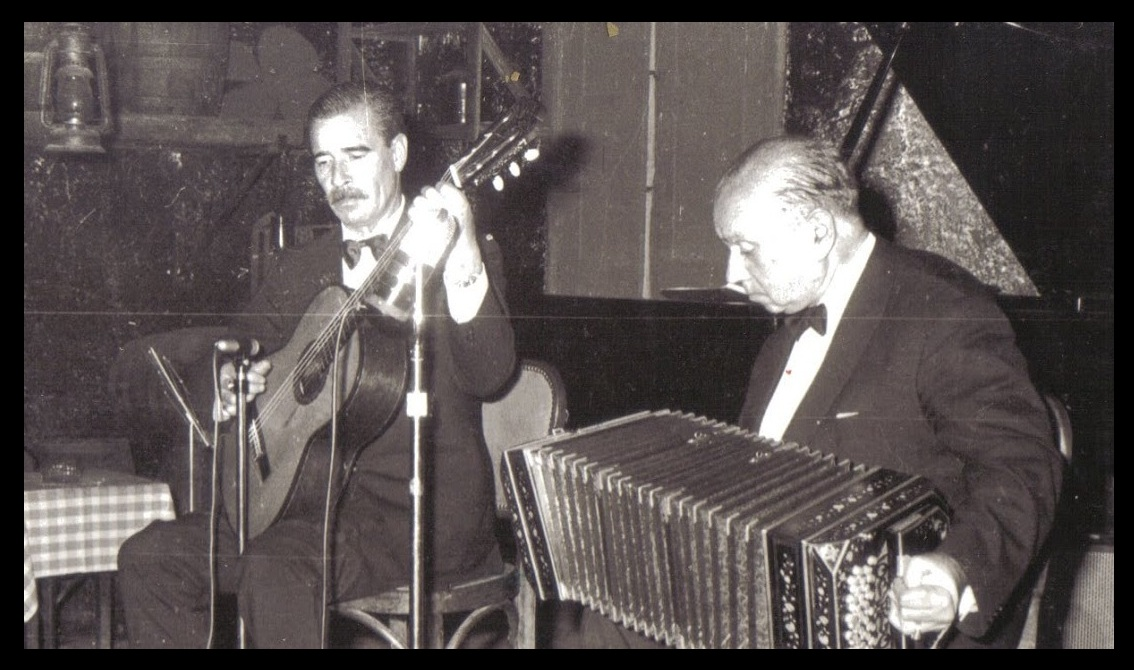
Edmundo Porteño Zaldívar tocando la guitarra junto a Ciriaco Ortiz en El Viejo Almacén (8 de julio de 1970).

## Biografía
Nació en Buenos Aires el 9 de octubre de 1917 en el barrio de Palermo, hijo del también músico Edmundo Porteño «El Polo» Zaldívar. Desde pequeño mostró interés por la música, cultura y tradiciones argentinas a través de las tertulias celebradas en su casa paterna, en las que participaban Leopoldo Lugones y Ricardo Rojas. Esto lo llevaría a aprender la ejecución de todos los instrumentos de percusión rítmica, cuyos primeros rudimentos los adquirió bajo la guía de Dalmacio Castrillo. Debutó a los siete años acompañando a su padre en audiciones de la LR.10 radio «Cultura».

Siendo solo un niño, integró el conjunto de Juan Más Morales, realizando con él actuaciones en Radio Nacional y grabaciones. Su primer antecedente como compositor se remonta a la temprana edad de 14 años. Por entonces compuso una zamba llamada Nunca, nunca, que aún en el presente sigue siendo utilizada por muchos profesores para enseñar a bailar esta popular danza.
En 1938 formó su primer conjunto folclórico y ese mismo año integró la orquesta típica «Los Indios», que dirigía Ricardo Tanturi. Colaboró con los cancionistas de su época pudiendo, destacarse figuras tan notorias como Rosita Quiroga, Ciriaco Ortiz, Manuel Acosta Villafañe, Juan Andrés Pérez, José Luis Padula, Aníbal Troilo, Roberto Grela, Edmundo Rivero, Charlo, entre otros. Se desempeñó como guitarrista estable durante 21 años en Radio El Mundo.
En 1954, como ejecutante de guitarrón junto al contrabajo de Kicho Díaz, integró el cuarteto de Troilo-Grela. Esta formación sería convocada un año después para realizar una participación en la película Vida Nocturna estrenada el 18 de marzo de 1955 y dirigida por Leo Fleider.
En 1963 se hizo acreedor del primer premio en música inédita con la canción «San Antonio de Areco» en el Tercer Festival de Folklore de Cosquín. A fines de la década del 60 fue compañero de Ciriaco Ortiz, en el local tanguero El Viejo Almacén de San Telmo, en un dueto de guitarra y bandoneón. Completó toda esa labor de autor e intérprete con la enseñanza. Se desempeñó como profesor de ritmos en la Escuela Nacional de Danzas, y fundó diversas academias en todo el país donde se imparten lecciones de guitarra.
Falleció en Buenos Aires el 7 de febrero de 1978 a la edad de 60 años. Sus restos descansan en el cementerio de Humahuaca bajo un monumento dedicado a su memoria.

### El Humahuaqueño
Compuso El Humahuaqueño en el año 1941, mientras viajaba a su trabajo en Radio El Mundo. Por esos años, Zaldívar vivía en Tucumán y Reconquista (barrio San Nicolás) y tomaba regularmente el tranvía 99 hasta Radio El Mundo. Con el sonido del freno y el traqueteo del tranvía comenzó a idear una melodía que escribió en un lenguaje propio, dado que no escribía música. La publicación de la canción se hizo bajo el sello Pampa y para ello formó un conjunto de oboe, fagot y vibráfono.
El Humahuaqueño fue un éxito inmediato, logrando en un lapso muy corto alrededor de cincuenta versiones por distintos intérpretes en Argentina. La mayor difusión de la obra se le atribuye al bailarín Joaquín Pérez Fernández, quien a comienzos de la década del 50 realizó diversas giras con sus espectáculos de danzas típicas por América y Europa acompañado por su propia compañía Gran Ballet Latinoamericano. La canción se ha grabado prácticamente en todo el mundo, inclusive en lugares como Egipto, China, Japón, Grecia, Nueva Zelanda, Holanda o Bélgica. Su mayor éxito, sin embargo, lo logró en Francia, con más de doscientas versiones distintas, y en Alemania (conocida como Blumenfest in Perú), donde alcanzan a un centenar, siguiéndoles luego Inglaterra, Italia y los Países Bajos. En Estados Unidos llegó a estar en los primeros puestos de popularidad, a través de una muy particular versión conocida con el título Kiss Me Another.

## Álbumes
| Año  | Sello           | Serie      | Título                                                                                                | Temas |
| ---- | --------------- | ---------- | --- | --- |
| 1955 | Pampa           | LRS 15021  | Edmundo P. Zaldívar (H) y su conjunto de Arte Folclórico y Nativo, Carnavalitos                       | - El humahuaqueño - Palomitay - Gallito ciego - Mañana al alba - Carnavalito - Albahaquita - Soy carnaval - Cholita |
| 1961 | ODEON           | OSX 193 3  | E. P. Zaldívar (H)-A. Yupanqui-Los Andariegos, Folklore d'Argentine                                   | - Carnavalito (E.Zaldívar) - Luna tucumana (A. Yupanqui) - Soy carnaval (E. Zaldívar) - Chacarera del pantano (A. Yupanqui) - El humahuaqueño (E. Zaldívar) - Burruyacu (A. Yupanqui) - La vidala del Culampaja (Los Andariegos) - Zamba del pañuelo (A. Yupanqui) - Gallito ciego (E. Zaldívar) - Leña verde (A. Yupanqui) - Mañana al alba (E. Zaldívar) - El arriero (A. Yupanqui) - Mazamorreando (Los Andariegos) - Pala pala pulpero |
| 1972 | EMI-ODEON       | J080 0l300 | Edmundo P. Zaldívar (H) y su Conj. de Arte Folclórico, El Humahuaqueño                                | - El humahuaqueño - Pala pala pulpero - El gato encadenado - Procesión de Misa Chico - Gallito ciego - El gauchito - Carnavalito - El pajarillo - Paisaje de Catamarca - El bagualero - Chacarera del amigo - Soy carnaval - El encuentro |
| 1975 | EMI-ODEON       | EOS-70062  | Edmundo P. Zaldívar (H), Creativo original de "El Humahuaqueño"                                       | - El humahuaqueño - Albahaquita - Pa mis changuitos - Cumbreño - Para malambo - Gallo ciego - Tierra jujeña - Cholitay - Paisaje de Catamarca (R. Jiménez) - Kacharpaya (despedida) - El gauchito - Soy carnavalito - Zamba (E. Zaldívar, Ayala) - Mañana al alba |
| 19-- | ODEON           | LDS-763    | Edmundo P. Zaldívar (H) y su Conjunto de Arte Folclórico, VOLUMEN N°4                                 | - El humahuaqueño - Gallito ciego - Carnavalito - Palomitay - Soy carnaval - Mañana al alba - Paisaje de Catamarca (R. Jiménez) - Gato encadenado (Aguirre, Sastre) - Pala pala pulpero - El pajarillo - El llanto - En encuentro |
| 19-- | Capitol Records | T1004      | Edmundo P. Zaldívar (H), Carnavalitos de Argentina                                                    | - Carnavalito - Cholita - La condición (Scolati, Navarrine) - Soy carnaval - Gallito ciego - Zamba de la Candelaria (Llamil, Dávalos) - La liberal (Peralta, Dávila y Ayala) - Albahaquita - Mañana al alba - Viva Jujuy - Palomitay - El humahuaqueño |
| 1963 | Music Hall      | 12262      | Edmundo P. Zaldívar (H) y su Conjunto de Arte Folclórico, Argentina baila Danzas tradicionales Vol. 1 | - La condición - Pala pala pulpero (A. Chazarreta) - El sombrerito - La golondrina - La arunguita (A. Chazarreta) - La media caña (A. Chazarreta) - El tunante (A. Chazarreta) - El violinero - Los amores (A. Chazarreta) - Chacarera de Panta - Zamba guitarrera - El cuando (A. Chazarreta) |